# 破産法
破産法（はさんほう、平成16年6月2日法律第75号）は、倒産法制の基本に関する日本の法律である。
清算型の倒産手続である破産について規定する。本項目では日本における破産法の特徴・沿革等を記す。

## 立法主義
日本の破産法が採用する立法主義としては、以下のとおりである。
一般破産主義
破産手続開始決定を受け得る能力（破産能力）をどの範囲の者に認めるかに関する対立として、一般破産主義と商人破産主義がある。前者は非商人にも破産能力を認める立法主義であり、後者は商人のみに認めるものである。日本の破産法は、一般破産主義を採用している。
フランスでは、商人の自治法規として発達したという沿革もあり、商人破産主義が伝統的に採用されていた（ただし、現在では、法人であれば破産能力を認める）。日本でも、後述のとおりフランス法の影響により商人破産主義を採用していた時期もあった。
非懲戒主義
懲戒主義は、破産手続開始決定に破産者の公私の資格を制限する効果を与える立法主義で、非懲戒主義は、それを与えないものである。
日本の場合は、破産法上は、公法上の資格制限をする効果を与えてはいないため非懲戒主義であるとされるが、その他の各種の法律により、他人の財産を管理することを主とする職業に就けなくなるなどの効果を与えている面で懲戒主義に近い。もっとも、破産法の中に免責・復権に関する規定が設けられており、免責許可決定が確定した場合や復権した場合は、法律上の資格制限はなくなる。
免責主義
免責主義は、特に破産者が自然人の場合について、その残余の債務について破産者の責任を免除する立法主義であり、非免責主義は、免除しないものである。つまり、破産手続終了と債務消滅とは、必ずしも結びつかない。
日本では、1952年の法改正までは非免責主義を採用していた。しかし、アメリカ法の影響による法改正により免責主義を採用している。もっとも、消滅しない債務もある。なお、日本の消費者破産は、破産手続による配当よりも、むしろ免責を得るために破産手続の申立てがされるのがほとんどである。

## 沿革
日本において破産手続につき最初に制定法の形を採ったのは、江戸時代の御定書百箇条における債権者申立てによる身代限の手続と債務者申立てによる分散の手続（ただし、前者は強制執行に性質が近く、後者は私的整理に性質が近いとされる）であるとされている。明治初期においても、この制度や慣習法及び若干外国法を参考に、華士族平民身代限規則（明治5年太政官布告第187号）などの立法がされたが、統一的な破産手続について規定したものではなかった。
その後、日本の近代化のために他の法典と同様に破産手続についても近代的な統一的な法典が必要になり、フランス法を模範として、1890年に公布された商法（明治23年法律第32号）の第三編（講学上「旧商法破産編」と呼称される。）に破産手続に関する統一的な規定を置いた。商法に規定があることからも分かるとおり商人のみを対象とした規定であり、非商人については、家資分散法（明治23年法律第69号）によって規律がされた。
現在の商法（明治32年法律第48号）が施行されたため、商法（明治23年法律第32号）は廃止されたが、第三編は廃止されず、家資分散法とともに破産について規定した。
そして、ドイツ法を参考にした破産法（大正11年法律第71号、旧破産法）が1922年に公布され、翌1923年に施行された。この立法により、商人と非商人とを分けない一般破産主義を採用し、2004年までの日本における破産法になる。これにより商法（明治23年法律第32号）第三編および家資分散法は廃止された。また、同時にオーストリア法を参考にした和議法（大正11年法律第72号）も制定された。
その後、1952年にアメリカ法の強い影響を受けた会社更生法が制定されるとともに、破産法に免責制度が導入され、自然人の破産については、財産の清算だけでなく破産者の経済的な更生のための制度という性格を持つようになる。
その後、企業の大規模な倒産が増加したこと、消費者破産の増加に伴い破産手続と免責手続が一体化していないことに伴う問題が指摘されるようになったこと、租税債権を優遇しすぎである反面、労働債権が租税債権と比べて低い地位に置かれていることなどの様々な問題が指摘されていた。そこで、倒産法制の全面的改正の一環として、2004年に新しい破産法（平成16年法律第75号）が制定され、2005年1月1日から施行された。

## 構成
- 第一章 総則
- 第二章 破産手続の開始
- 第三章 破産手続の機関
- 第四章 破産債権
- 第五章 財団債権
- 第六章破産財団の管理
- 第七章 破産財団の換価
- 第八章 配当
- 第九章 破産手続の終了
- 第十章 相続財産の破産等に関する特則
- 第十一章 外国倒産処理手続がある場合の特則
- 第十二章 免責手続および復権
- 第十三章 雑則
- 第十四章 罰則